# Club Vóley Palma
Club Vóley Palma – hiszpański klub siatkarski z siedzibą w Palmie na Majorce założony w 2013 roku jako Esporles Voleibol Club. W sezonie 2016/2017 zadebiutował w najwyższej klasie rozgrywkowej – Superlidze, zdobywając mistrzostwo Hiszpanii i Puchar Króla.
Głównym obiektem sportowym, w którym drużyna rozgrywa swoje mecze domowe, jest Palau Municipal d'Esports Son Moix.

## Nazwy klubu
- 2013–2014 – Esporles VC
- 2014–2017 – Ca'n Ventura Palma
- 2017–2020 – Urbia Vóley Palma
- 2020–2021 – Urbia U Energia Vóley Palma
- 2021–2022 – Feníe Energía Mallorca Voley Palma
- od 2022 – Club Vóley Palma

## Historia
Klub założony został w 2013 roku w Esporles pod nazwą Esporles Voleibol Club (Esporles VC). W trakcie sezonu 2013/2014 w projekt zarówno organizacyjnie, jak i finansowo zaangażował się Damià Seguí – twórca jednego z najbardziej utytułowanych klubów z Balearów – Son Amar Palma, który został rozwiązany w 1991 roku. Postanowił on o przeniesieniu klubu do Poliesportiu Municipal Germans Escalas w Palmie.
W sezonie 2014/2015 klub pod nazwą Ca'n Ventura Palma występował w Primera División – trzecim poziomie rozgrywek ligowych w Hiszpanii. W grupie B tych rozgrywek zajął 1. miejsce, uzyskując awans do Superligi 2. W następnym sezonie awansował do najwyższej klasy rozgrywkowej – Superligi – wygrywając 21 na 22 spotkania w Superlidze 2. W 2016 roku wziął udział także w Pucharze Księcia, w którym w półfinale uległ klubowi FC Barcelona.
Przed sezonem 2016/2017 do zespołu dołączyła grupa doświadczonych graczy, w tym: Jorge Fernández, Guilherme Hage, Daniel Macarro, Victor Viciana czy Andrés Villena. W debiutanckim sezonie w Superlidze klub zdobył mistrzostwo Hiszpanii i Puchar Króla. W trakcie sezonu swoje mecze domowe zaczął rozgrywać w Palau Municipal d'Esports Son Moix.
9 czerwca 2017 roku Damián Seguí ogłosił, że ze względów zdrowotnych rezygnuje z dalszej działalności w klubie. W związku z tym pozostali działacze musieli znaleźć inne źródła finansowania. Największą rolę w znalezieniu nowego sponsora odegrał Marcos Dreyer. Dzięki niemu klub pozyskał sponsora tytularnego – przedsiębiorstwo Urbia Services. Tym samym przyjął nazwę Urbia Vóley Palma.
1 listopada 2017 roku klub wziął udział w meczu o Superpuchar Hiszpanii, przegrywając w trzech setach z CV Teruel. W Superlidze w sezonie 2017/2018 w fazie zasadniczej zajął 2. miejsce, jednak w półfinale fazy play-off przegrał rywalizację z Unicaja Almería i ostatecznie został sklasyfikowany na trzeciej pozycji. Taka sama sytuacja miała miejsce w Pucharze Króla, gdzie również w półfinale klub uległ zespołowi z Almerii.
W sezonie 2018/2019 zespół z Majorki uplasował się na 4. miejscu w fazie zasadniczej Superligi, a w półfinale fazy play-off przegrał z CV Teruel. Z tym samym klubem poniósł porażkę w półfinale Pucharu Króla.
Sezon 2019/2020 ze względu na szerzenie się zakażeń wirusem SARS-CoV-2 został przerwany po 20. kolejce fazy zasadniczej Superligi bez wyłonienia mistrza. W momencie zakończenia sezonu Urbia Vóley Palma zajmowała 3. miejsce w tabeli. W rozgrywkach o Puchar Króla odpadła w ćwierćfinale po pięciosetowym meczu z UBE L'Illa-Grau.
4 sierpnia 2020 roku Urbia Vóley Palma podpisała umowę o współpracy na dwa sezony z futsalowym klubem Palma Futsal w celu dalszego rozwoju i profesjonalizacji. Palma Futsal przejęła zarządzanie klubem siatkarskim, czego jednym z przejawów było przyjęcie przez siatkarzy zielono-białych barw klubowych.
We wrześniu 2020 roku nowym tytularnym sponsorem klubu zostało energetyczne przedsiębiorstwo U Energia, a zespół w sezonie 2020/2021 występował pod nazwą Urbia U Energia Vóley Palma. W rozgrywkach ligowych w fazie zasadniczej zajął 4. miejsce, jednak w ćwierćfinale fazy play-off przegrał rywalizację z niżej notowanym klubem Melilla Sport Capital i ostatecznie został sklasyfikowany na 5. miejscu. W Pucharze Króla doszedł do finału, gdzie w trzech setach przegrał z przyszłym mistrzem Hiszpanii – CV Guaguas Las Palmas.
1 czerwca 2021 roku Urbia Services ogłosiła zakończenie współpracy sponsorskiej z klubem, który znalazł się w trudnej sytuacji finansowej i nie było pewne, czy będzie w stanie zgłosić się do Superligi w nadchodzącym sezonie. Rejestracji dokonał ostatniego możliwego dnia, tj. 14 czerwca, wciąż jednak nie posiadając gwarancji finansowych ani nowego sponsora. W lipcu 2021 roku nowym głównym sponsorem zostało przedsiębiorstwo Feníe Energía, a klub przyjął nazwę Feníe Energía Mallorca Voley Palma. Trenerem drużyny przestał być Brazylijczyk Marcos Dreyer, który tę funkcję pełnił nieprzerwanie od 2014 roku.

## Bilans sezonów
| Sezon     | Rozgrywki ligowe      | Rozgrywki ligowe | Puchar Króla |
| Sezon     | Poziom                | Miejsce          | Puchar Króla |
| --------- | --------------------- | ---------------- | ------------ |
| 2014/2015 | 1a División (grupa B) | 1/11             | —            |
| 2015/2016 | Superliga 2           | 1/12             | —            |
| 2016/2017 | Superliga             | 1/12             | 1. miejsce   |
| 2017/2018 | Superliga             | 3/12             | półfinał     |
| 2018/2019 | Superliga             | 4/12             | półfinał     |
| 2019/2020 | Superliga             | –/12             | ćwierćfinał  |
| 2020/2021 | Superliga             | 5/14             | finał        |
| 2021/2022 | Superliga             | 4/12             | półfinał     |
| 2022/2023 | Superliga             | 10/12            | —            |

Poziom rozgrywek:
     pierwszy poziom
     drugi poziom
     trzeci poziom

## Udział w europejskich pucharach
Club Vóley Palma jak dotychczas nie uczestniczył w europejskich pucharach.

## Osiągnięcia
Mistrzostwa Hiszpanii:
- 1. miejsce (1x): 2017
- 3. miejsce (1x): 2018

Puchar Króla:
- 1. miejsce (1x): 2017
- 2. miejsce (1x): 2021

Superpuchar Hiszpanii:
- 2. miejsce (2x): 2017, 2021